# البطريرك المسكوني قسطنطين الخامس
قسطنطين الخامس (11 يناير 1833 – 27 فبراير 1914) كان بطريرك القسطنطينية المسكوني من عام 1897 حتى عام 1901. وكان اسمه العلماني كونستانتينوس فالاديس وولد في 11 يناير 1833 في فيسا، في جزيرة خيوس. توفي في 27 فبراير 1914.